# 미안해 당신
〈미안해 당신〉은 이용이 2017년 발표한 가요이다.